# 플뢴

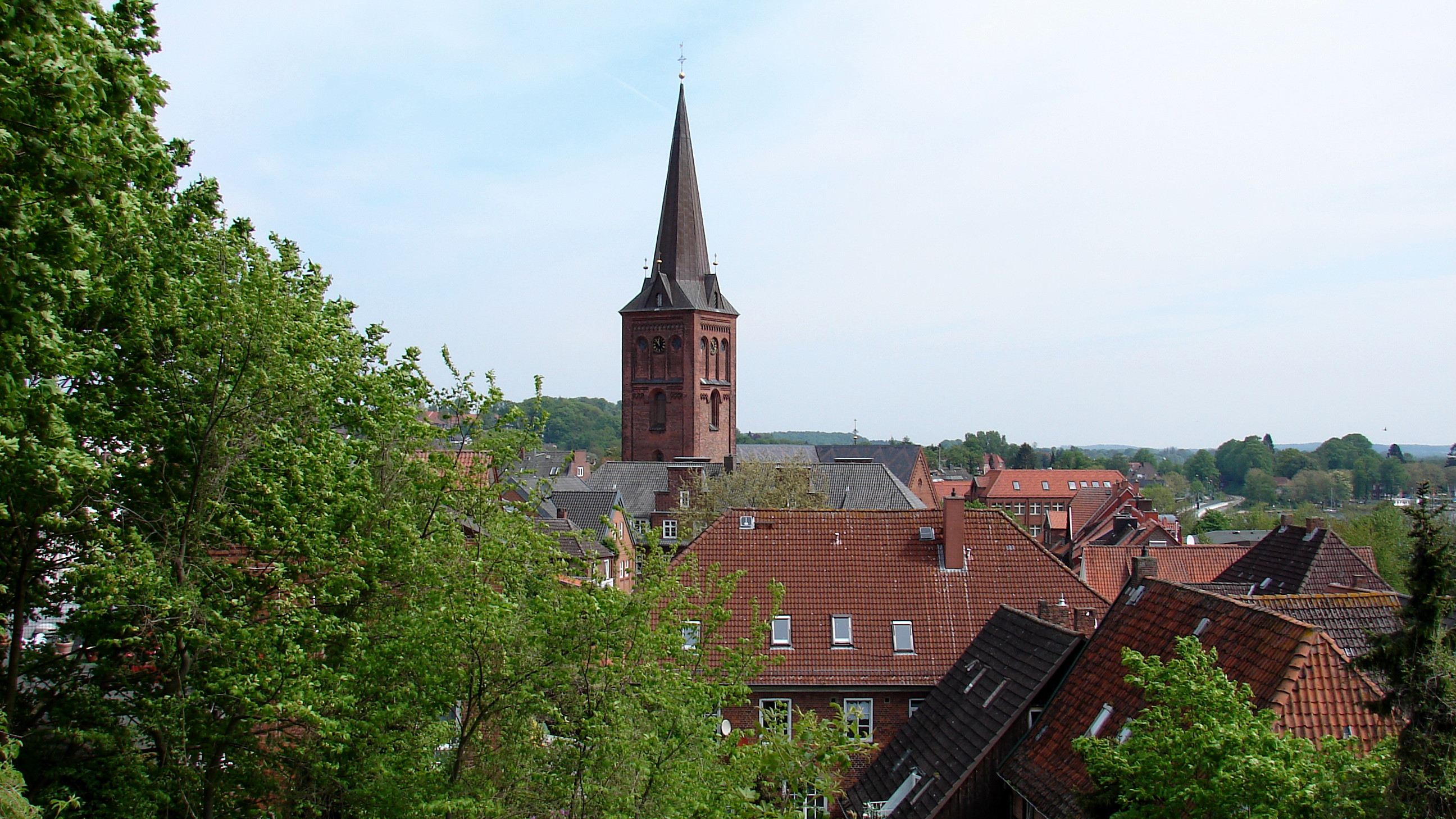
플뢴

플뢴(독일어: Plön)은 독일 슐레스비히홀슈타인주에 위치한 도시로 면적은 36.73km2, 높이는 26m, 인구는 8,806명(2015년 12월 31일 기준), 인구 밀도는 240명/km2이다. 17세기에 건설된 플뢴 성이 있다.

시 문장